# Irmgard Schmid
Irmgard Schmid (* 26. März 1945 in Haldern, Kreis Rees) ist eine ehemalige deutsche Politikerin der Sozialdemokratischen Partei Deutschlands (SPD).

## Ausbildung und Beruf
Nach der Volksschule absolvierte Irmgard Schmid von 1959 bis 1962 eine Lehre als Verkäuferin im Nahrungsmittelgewerbe. Es schloss sich von 1962 bis 1964 eine Metzgerlehre an. Anschließend arbeitete sie als Gesellin. Schmid beschritt den Zweiten Bildungsweg. Sie legte im Jahr 1967 die Begabtensonderprüfung ab. Von 1967 bis 1970 durchlief sie ein Studium, das sie 1970 mit dem Staatsexamen für das Lehramt an Grund- und Hauptschulen abschloss. Von 1970 bis 1990 war sie als Lehrerin an einer Gesamtschule beschäftigt. 1990 schied sie aus dem Amt nach § 32 Abgeordnetengesetz (AbgG NW) aus.

## Politik
Irmgard Schmid ist seit 1970 Mitglied der SPD. Von 1975 bis 1989 und erneut von 1999 bis 2001 war sie Stadträtin im Rat der Stadt Kierspe. Hier war sie von 1979 bis 1989 stellvertretende Bürgermeisterin.
Irmgard Schmid war vom 31. Mai 1990 bis zum 2. Juni 2005 direkt gewähltes Mitglied des 11., 12. und 13. Landtags von Nordrhein-Westfalen.  2003 war sie Sprecherin des Arbeitskreises Ernährung, Landwirtschaft, Naturschutz und Forsten der SPD-Landtagsfraktion.